# Bob Semple Tank
Der Bob Semple Tank war ein vom neuseeländischen Ministry of Works konzipierter und nach dessen damaligem Minister Bob Semple benannter Panzer aus der Zeit des Zweiten Weltkriegs. Da man mit vorhandenem Material auskommen musste, ergänzte man vorhandene Raupenschlepper mit einer Panzerung aus Wellblech und Stahlplatten. Das ohne Planung oder Zeichnungen gebaute Fahrzeug hatte zahlreiche Konstruktionsmängel und Einsatzprobleme. Es wurde nie in die Massenproduktion übernommen und sah keinen Kampfeinsatz. Dennoch wurde es eine Ikone für die neuseeländische Do-it-yourself-Mentalität.

## Entwurf und Bau
Die Idee hinter dem Entwurf war, Panzerfahrzeuge auf Basis vor Ort verfügbarer Materialien und Ressourcen zu bauen. Man beschloss, dass ein Raupenschlepper die passende Basis dafür sei, da man im Kriegsfall innerhalb kurzer Zeit auf die vorhandenen Schlepper eine gepanzerte Hülle aufschrauben konnte, und so die Panzer schnell einsatzbereit hätte.
Für den Bau wurden keine Konstruktionszeichnungen angefertigt, man nutzte eine amerikanische Postkarte zum Vorbild, die den Umbau eines Schleppers in einen Panzer zeigte. Bob Semple und T.G. Beck, der für Christchurch zuständige Ingenieur des Departements, improvisierten. Mit Bob Semple als Minister of Works verfügbaren Materialien wurden die Prototypen in Werkstätten des Departementes in Christchurch gebaut.
Das Endergebnis war eine 3,65 m hohe Konstruktion aus Baustahl und Wellblech aus Manganstahl. Diese hatte eine Besatzung von acht Mann und war mit sechs Bren-Maschinengewehren bewaffnet.

## Eigenschaften
Der Panzer erwies sich als konstruktiver Fehlschlag. Er war ungenügend gepanzert, mit 15 bis 20 t sehr schwer, instabil und wegen des Schleppergetriebes auf niedrige Geschwindigkeiten begrenzt. Zum Schalten musste die Geschwindigkeit stark reduziert oder angehalten werden. Mit nur 5 PS/t war das Fahrzeug stark untermotorisiert und mit 8 bis 9 km/h im Gelände extrem langsam. Außerdem war das Schießen wegen der Form des zugrundeliegenden Schleppers und starker Vibrationen schwierig und ungenau.
Im Kampfeinsatz wäre das hohe und langsame Fahrzeug ein leichtes Ziel gewesen.

## Verbleib
Während der akuten Bedrohung einer japanischen Invasion waren die Panzer eine Bemühung, mit zivilen Mitteln Waffen für die Verteidigung Neuseelands herzustellen. Sie wurden hauptsächlich bei Paraden in Christchurch, Auckland und anderen Teilen des Landes verwendet. Sie wurden als Symbol der Hoffnung für die Neuseeländer angesehen.

„Dieser Panzer war ein ehrlicher Versuch, etwas mit dem zur Verfügung stehenden Material zu erreichen, als die Angreifer vor der Hintertür standen … anstatt untätig zu jammern, empfanden wir es als unsere Pflicht, Waffen herzustellen, mit denen unser Land und unsere Mitbürger verteidigt werden können.“

Die Panzer erwiesen sich jedoch als ungeeignet und wurden von der neuseeländischen Armee abgelehnt. Nach dem Rückbau wurden sie wieder als Schlepper verwendet.